# Neocorynura codion
Neocorynura codion är en biart som först beskrevs av Joseph Vachal 1904.  Neocorynura codion ingår i släktet Neocorynura och familjen vägbin. Inga underarter finns listade i Catalogue of Life.